# Vladimir Kotliarov
Le Métropolite Vladimir (né Vladimir Savvitch Kotliarov, russe : Владимир Саввич Котляров; 27 mai 1929 - 19 janvier 2022) – est un évêque orthodoxe russe, métropolite de Saint-Pétersbourg et de Lagoda de 1995 à 2014.

## Biographie
Il est né le 27 mai 1929 dans la famille d’un diacre orthodoxe. En 1948, il termine ses études secondaires, après quoi il est reçu au Séminaire théologique de Moscou, dont il est diplômé en 1952. D'août 1952 à mai 1953, il sert comme chantre à la cathédrale orthodoxe Saint-Nicolas d'Alma-Ata. Le 22 mai 1953, il est ordonné diacre, puis prêtre deux jours plus tard. La même année, il commence des études théologiques supérieures à l’Académie théologique de Léningrad, qu’il termine en 1958 par l'obtention d'un doctorat en théologie. De 1959 à 1962, il est professeur de liturgie au séminaire de Léningrad, et aussi spécialiste de l'Ancien Testament.
En février 1962, il prononce ses vœux monastiques et est envoyé à Jérusalem en tant que membre de la Mission ecclésiastique russe. Il sera élevé la même année au rang d'archimandrite. Il a été un des observateurs orthodoxes au concile Vatican II en octobre 1962.
Il fut également représentant du Patriarcat de Moscou près le Conseil œcuménique des Églises. Le 30 décembre 1962, il est consacré évêque avec le titre d’évêque de Zvenigorod, et vicaire de l’éparchie de Moscou. En 1964, il est devenu évêque de Voronej et Lipetsk. En 1965, il part pour Damas où il a exercé durant un an la fonction d'ambassadeur du Patriarcat de Moscou près le patriarche orthodoxe d'Antioche.
Il revient en Union soviétique en 1966, et il est alors transféré dans le diocèse orthodoxe russe de Berlin, avec le titre d’exarque patriarcal de toutes les paroisses du Patriarcat de Moscou en Europe centrale. Le 20 octobre 1967, il est élevé au rang d'archevêque.
De 1970 à 1987, il occupe le siège archiépiscopal de plusieurs villes de Russie. En 1992, il est élevé au rang de métropolite. De 1993 à 1995, il a administré l’éparchie de Rostov. Après la mort du métropolite Jean, il est devenu son successeur en tant que métropolite de Saint-Pétersbourg et membre du Saint-Synode.
Il exerce cette fonction jusqu'en mars 2014, lorsqu'il se retire en raison de son âge avancé.

## Sources
- Biographie officielle